# Elizabeth Lackey
Elizabeth Lackey, connue aussi sous le nom de Lisa Lackey, est une actrice australienne née le 2 mars 1971 à Sydney (Australie), connue grâce au rôle de Janice Parkman dans la série Heroes.

## Filmographie

### Au cinéma
- 1999 : L'Arche de l'amour (Love Happens) de Tony Cookson : George
- 2001 : Mulholland Drive (Mulloland Dr.) de David Lynch : Carol
- 2001 : La Planète des Singes (Planet of the Apes) de Tim Burton : Une des invitées à la fête de Léo
- 2001 : New Alcatraz de Phillip J. Roth : Dr Jessica Platt-Trenton
- 2003 : L'Equipe extrême  (The Extreme Team) de Leslie Libman : Palmer
- 2005 : Match en famille (Kicking and Screaming) de Jesse Dylan : Beantown Customers
- 2007 : The Last Sin Eater (en) de Michael Landon Jr. : Fia Forbes
- 2008 : Shattered! de Joseph Rassulo : Victoria Kent
- 2010 : Grace Bedell (court métrage) de Eric Burdett : Amanda Bedell

### À la télévision

#### Téléfilms
- 1995 : Cody : Fall from Grace de Peter Fisk : Chantelle
- 1999 : Mulholland Dr. de David Lynch : Carol
- 2001 : Arabesque : L'Heure de la Justice (Murder, She Wrote: The Last Free Man) de Anthony Pullen Shaw : Mary Hobbs-Mercer
- 2002 : Crime de sang (Blood Crime) de William A. Graham : Jessica Pruitt
- 2003 : L.A. county brigade criminelle (L.A. Sheriff's Homicide) de David Anspaugh : Anne Coates
- 2004 : Cooking Lessons de Ivan Reitman : Olivia

#### Séries télévisées
- 1992-1995 : Summer Bay : Roxanne 'Roxy' Miller (261 épisodes)
- 1995-1996 : Les Nouvelles Aventures de Flipper le dauphin (Flipper: The New Adventures): Alexis  (15 épisodes)
- 1995-1997 : Les Maîtres des sortilèges (Spellbinder) : Gina (3 épisodes)
- 1997 : Le Caméléon (The Pretender) : Cindy Thomas
- 1998 : Les Dessous de Palm Beach (Silk Stalkings) : Adel Moore
- 2000 : Sliders : Les Mondes parallèles (Sliders) : Gwen
- 2000 : La Vie avant tout (Strong Medicine) : Athena Kelinopoulos
- 2000-2001 : Rude Awakening : Raquel (6 épisodes)
- 2001 : Les Experts (CSI: Crime Scene Investigation) : Amanda Haynes
- 2002 : John Doe : Jamie Avery
- 2002-2003 : En quête de justice (Just Cause) : Alexandra DeMonacco (22 épisodes)
- 2004 : Les Experts : Miami (CSI: Miami) : Debbie Morbach (Saison 2, Épisode 11)
- 2004-2005 : New York Police Blues (NYPD Blue) : Lori Munson (9 épisodes)
- 2005 : Médium : Kamala
- 2006 : Preuve à l'appui (Crossing Jordan) : Claire Payton
- 2006 : Fallen : Verchiel
- 2006 : Vanished : Dr Rachael Lawson
- 2006-2010 : Heroes : Janice Parkman (18 épisodes)
- 2008 : Shark : Jennifer Randolph
- 2008 : Bones : Veronica Landau
- 2011 : Dr House : Janey Parker (Saison 8, Épisode 6)